# Manuscris găsit într-o sticlă
„Manuscris găsit într-o sticlă” (în engleză MS. Found in a Bottle) este o povestire a scriitorului american Edgar Allan Poe, care a fost publicată inițial în 1833. Povestirea descrie peripețiile de pe mare ale unui narator neidentificat care se găsește într-o serie de situații chinuitoare. Pe măsură ce se apropie de propria sa moarte dezastruoasă, în timp ce nava lui merge tot mai spre sud, el scrie un „manuscris” în care-și povestește aventurile, apoi îl introduce într-o sticlă și îl aruncă în mare. Unii critici cred că povestirea a fost menită să fie o satiră a poveștilor marine tipice.
Poe a prezentat „Manuscris găsit într-o sticlă” ca fiind una dintre numeroasele povestiri cu care a participat la un concurs de scriere organizat de săptămânalul Baltimore Saturday Visiter. Fiecare povestire a fost bine-primită de membrii juriului, dar ei au ales în unanimitate „Manuscris găsit într-o sticlă” drept câștigătoare a concursului, Poe obținând un premiu de 50 de dolari. Povestirea a fost apoi publicată în numărul din 19 octombrie 1833 al revistei sus-menționate.

## Rezumat

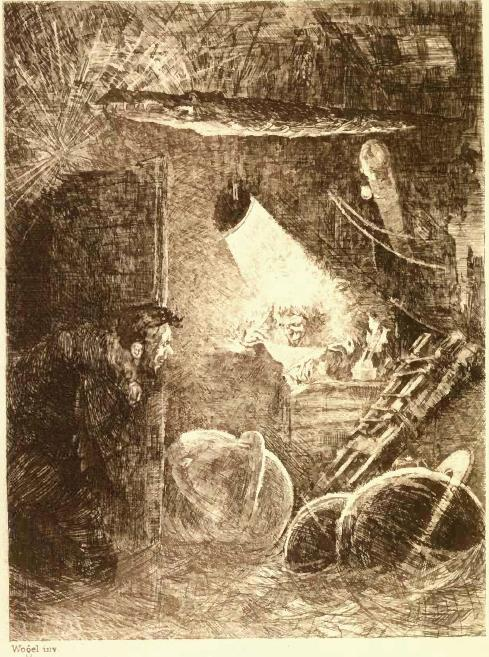
Ilustraţie de „Wogel” pentru o ediţie timpurie

Un narator fără nume, înstrăinat de familia și de țara sa, se îmbarcă ca pasager la bordul unei nave de marfă din Batavia (cunoscută acum sub numele de Jakarta, Indonezia). După câteva zile de călătorie, nava traversează mai întâi o mare calmă și apoi este lovită de un simoon (o combinație între o furtună de nisip și un uragan) care mătură întreaga punte a navei și-i aruncă pe toți, cu excepția naratorului și a unui bătrân suedez, peste bord.
Mânată spre sud de către magicul simoon în direcția Polului Sud, nava naratorului se ciocnește în cele din urmă cu un gigantic galion negru, iar naratorul este azvârlit la bordul navei străine. Odată ajuns pe această corabie, naratorul observă că echipajul pare că vine din alte vremuri, toți marinarii fiind bătrâni de parcă ar trăi de secole. Niciunul dintre membrii echipajului nu pare să-l vadă, umblând neliniștiți ca „niște umbre ale veacurilor apuse” și vorbind într-o limbă necunoscută. Corabia pare să se miște singură, fiind împinsă de un curent puternic sau trasă de un odgon nevăzut. Naratorul găsește pe întreaga navă hărți vechi și instrumente de navigație depășite, pe care le consideră a fi inutile în acele vremuri. El fură materiale de scris din cabina căpitanului cu scopul de a ține un jurnal („manuscrisul” din titlu) pe care îl pune apoi într-o sticlă și îl aruncă în mare. Vasul-fantomă își continuă drumul către sud, iar naratorul observă că membrii echipajului par să dea semne de speranță în perspectiva distrugerii lor, pe măsură ce nava se îndreaptă spre Antarctica. Corabia intră într-un canal prin gheață unde este prinsă într-un vast vârtej și începe să se scufunde în mare.

## Analiză
„Manuscris găsit într-o sticlă” este una dintre povestirile marine ale lui Poe, care includ, de asemenea, „O pogorâre în Maelström” și „Lada dreptunghiulară”. Groaza care se degajă din povestire provine din imaginația sa științifică și din descrierea unei lumi fizice aflate dincolo de limitele explorării umane.
Kenneth Silverman, biograful lui Poe, afirmă că povestirea este „un crescendo susținut al spaimei din ce în ce mai mari în fața catastrofei din ce în ce mai necunoscute și mai iminente”. Aceasta perspectivă a catastrofei necunoscute îl îngrozește și-l stimulează pe narator. Ca și naratorul dintr-o altă operă de început, „Berenice”, naratorul din „Manuscris găsit într-o sticlă” trăiește în principal prin cărțile sale, mai precis, prin manuscrisele sale.
Nava din altă lume pe care naratorul se află invocă legendara navă fantomă Olandezul zburător. Unii critici au susținut că sfârșitul povestirii autorul face referire la teoriile Pământului gol pe interior expuse de John Cleves Symmes, Jr. și Jeremiah N. Reynolds. Symmes și Reynolds au lansat o teorie potrivit căreia interiorul planetei era gol și locuibil, fiind accesibil prin deschideri aflate la cei doi poli. Ideea a fost considerată plauzibilă din punct de vedere științific în cursul secolului al XIX-lea. Poe a încorporat teoriile lui Symmes în opera sa ulterioară Aventurile lui Arthur Gordon Pym (1838), singurul său roman. Pym are o serie de similitudini cu „Manuscris găsit într-o sticlă”, inclusiv un sfârșit abrupt petrecut în Antarctica.
Lucrarea lui Poe poate provoca amuzament cu privire la presupunerile cele mai bizare din teoria lui Symmes 
. Într-adevăr, unii cercetători sugerează că „Manuscris găsit într-o sticlă” a fost menită să fie o parodie sau o satiră a poveștilor marine în general, în special prin absurditatea intrigii și prin faptul că naratorul ține în mod nerealist un jurnal cu toate întâmplările trăite. Celelalte povestiri pe care le-a scris Poe în această perioadă de timp, inclusiv „Bon-Bon”, au fost menite să fie umoristice sau, după cum a scris Poe, „burlești asupra criticismului în general”. William Bittner, de exemplu, a scris că Poe a parodiat în special romanul Sir Edward Seaward's Narrative (1831) al lui Jane Porter sau Smyzonia (1820) al autorului cu pseudonimul „Captain Adam Seaborn”, care a fost posibil John Cleves Symmes.

## Istoricul publicării
În numărul din 15 iunie 1833 al revistei Baltimore Saturday Visiter, editorii Charles F. Cloud și William L. Pouder au anunțat premii de „50 de dolari pentru cea mai bună poveste și 25 de dolari pentru cel mai bun poem, nedepășind o sută de rânduri”, care urmau a fi acordate la 1 octombrie 1833. Poe a trimis „Manuscris găsit într-o sticlă”, alături de alte cinci povestiri. Membrii juriului — John Pendleton Kennedy, Dr. James Henry Miller și John H. B. Latrobe — s-au întâlnit la casa lui Latrobe la data de 7 octombrie și au ales în unanimitate povestirea lui Poe pentru premiu. Premiul a fost anunțat în numărul din 12 octombrie, iar povestirea a fost tipărită în următorul număr din 19 octombrie, cu remarca: „Următoarea este povestea căruia Comitetul i-a acordat Premiul de 50 de dolari. Ea va fi găsită ca având un stil de compoziție extrem de grafic.” Poemul trimis de Poe, „Coliseum”, a fost publicat cu câteva zile mai târziu, dar nu a câștigat premiul. Câștigătorul premiului pentru poezie s-a dovedit a fi redactorul-șef al revistei Baltimore Saturday Visiter, John H. Hewitt, care a folosit pseudonimul „Henry Wilton”. Poe a fost indignat și a sugerat că concursul a fost aranjat. Hewitt a susținut în 1885, după mai multe decenii, că s-ar fi încăierat pe stradă cu Poe din cauza concursului, dar existența acestei lupte nu a fost dovedită. Poe a crezut că propriul său poem a fost câștigătorul real, fapt pe care Latrobe l-a motivat mai târziu.
Kennedy a sprijinit cariera tânărului Poe și i-a oferit un post la Visiter, după concurs. El a contribuit la retipărirea povestirii „Manuscris găsit într-o sticlă” într-un almanah anual intitulat The Gift: A Christmas and New Year's Present din anul 1836. Povestirea a fost retipărită în numărul din decembrie 1835 al revistei Southern Literary Messenger atunci când Poe a devenit editor. Kennedy i-a cerut lui Poe să adune povestirile pe care le-a trimis la concurs, inclusiv „Manuscris găsit într-o sticlă”, într-un volum și a contactat editura Carey & Lea în numele său. S-a planificat publicarea povestirilor într-un volum intitulat Tales of the Folio Club, iar Saturday Visiter l-a promovat publicând o reclamă care făcea abonaților un apel pentru a achiziționa cartea în octombrie 1833 pentru 1 dolar bucata. „Folio Club” ar fi fost o societate literară fictivă pe care autorul a numit-o un grup de „netoți” pentru a „elimina literatura”. Ideea a fost similară în anumite privințe cu Povestiri din Canterbury de Geoffrey Chaucer. La fiecare reuniune lunară, un membru urma să prezinte o poveste. O săptămână mai târziu, cu toate acestea, ziarul a anunțat că autorul și-a retras povestirile cu speranța că vor fi tipărite în Philadelphia, Pennsylvania. Colecția de povestiri a fost oferită editurii Harper and Brothers, dar aceasta a refuzat-o, spunând că cititorii voiau narațiuni lungi și romane, inspirându-l pe Poe să scrie Aventurile lui Arthur Gordon Pym, o altă poveste marină.
După prima sa publicare, „Manuscris găsit într-o sticlă” a fost aproape imediat piratat de către People's Advocate din Newburyport, Massachusetts, care a publicat povestirea, fără permisiunea autorului, la 26 octombrie 1833.
În august 1835, Poe a obținut un loc de muncă ca scriitor și critic literar pentru Southern Literary Messenger din Richmond, Virginia. Numărul din decembrie 1835 al Southern Literary Messenger conținea o copie a povestirii „Manuscris găsit într-o sticlă” (vezi imaginea din dreapta).
Prima traducere în limba română a fost realizată de Ion Vinea și a fost publicată în vol. Scrieri alese (vol. I), editat în 1963 de Editura pentru Literatură Universală din București, fiind reeditată și de alte edituri. O altă traducere a fost realizată de Liviu Cotrău și publicată în volumul Masca Morții Roșii: schițe, nuvele, povestiri (1831-1842), editat în 2012 de Editura Polirom din Iași.

## Recepție critică
Editorii care au publicat primii povestirea „Manuscris găsit într-o sticlă” au numit-o „distinsă eminanamente printr-o imaginație sălbatică, viguroasă și poetică, un stil bogat, o invenție fertilă și cunoștințe variate și curioase”. Scriitorul Joseph Conrad a considerat povestirea „aproape la fel de bună așa cum nimic de acest fel nu poate fi - atât de autentică în detaliu că ar fi putut fi fost povestită de către un marinar înzestrat cu un geniu sumbru și poetic în inventarea întâmplărilor fantastice”. Cercetătorul Scott Peeples al operei lui Poe rezumă importanța povestirii „Manuscris găsit într-o sticlă” ca fiind „povestirea care a lansat cariera lui Poe”.
Povestirea l-a influențat probabil pe Herman Melville și prezintă asemănări cu romanul Moby-Dick. După cum a remarcat cercetătorul Jack Scherting:
„Cele două lucrări binecunoscute ale literaturii americane de ficțiune se potrivesc descrierii de mai jos. Scrise în secolul al XIX-lea, fiecare dintre ele este o relatare a unui observator, naratorul de la persoana I care, împins de o neliniște nervoasă, pleacă pe mare doar pentru a se găsi la bordul unei nave de rău augur. Nava, manevrată de un echipaj ciudat și sub comanda unui căpitan misterios, este distrusă într-o catastrofă improbabilă; și dacă nu ar fi fost salvarea fortuită a navei plutitoare și a încărcăturii sale, descrierea călătoriei dezastruoase nu ar fi ajuns la public. Cele două lucrări sunt, desigur, Moby-Dick (1851) a lui Melville și „Manuscris găsit într-o sticlă” (1833) a lui Poe, iar corespondențele sunt, în unele privințe, atât de apropiate că sugerează mai degrabă o relație de cauzalitate decât o coincidență între cele două povești.”
Analizând „Manuscris găsit într-o sticlă”, profesoara Zoe Dumitrescu-Bușulenga făcea următoarele afirmații: „Pe acest vas-fantomă, reeditare romantică a legendei medievale, eroul are revelația unui timp care depășește timpul obiectiv. La noua înțelegere a timpului se adaugă și una a spațiului fabulos: corabia plutește mereu în negura nopții eterne și într-un haos de apă fără spumă, până când va fi înghițită în măruntaiele pământului prin golful polar. Cu această povestire, Poe intră în universul cunoașterii romantice, în lumea căutărilor menite să depășească mărunta, nesatisfăcătoarea condiție umană. Pornit de aici, mânat de neistovita sete de cunoaștere, de curiozitatea luciferică a artistului romantic, precum și de o uriașă fantezie, el va explora mai departe «tainele» lumii, compensând imposibilitatea realizării personalității și a experiențelor de cunoaștere în lumea mărginită contemporană”.